# 長井警察署
長井警察署（ながいけいさつしょ）は、山形県警察が管轄する警察署の一つである。

## 管轄区域
- 長井市
- 西置賜郡 白鷹町、飯豊町

## 所在地
- 山形県長井市小出3743-3

## 交番

### 長井市
- あやめ交番 - 長井市栄町11-11

## 駐在所

### 長井市
- 西根駐在所 - 長井市草岡1874-1

### 白鷹町
- 白鷹東駐在所 - 西置賜郡白鷹町荒砥甲958
- 白鷹西駐在所 - 西置賜郡白鷹町鮎貝59-1

### 飯豊町
- 飯豊駐在所 - 西置賜郡飯豊町大字椿3592-9

### 廃止された駐在所
- 中津川駐在所（2023年4月1日で飯豊駐在所に統合）